# Frygická čapka

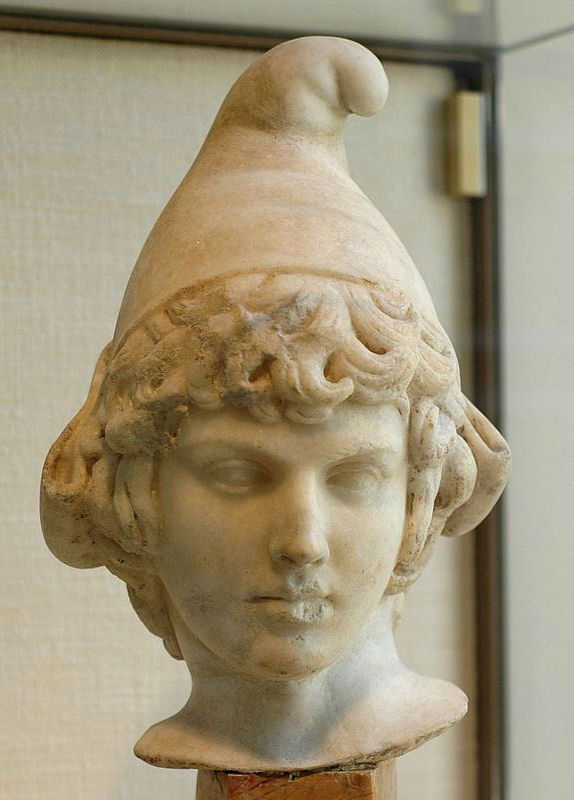
Antická busta s čapkou

Frygická čapka je druh pokrývky hlavy s kónickým tvarem kužele s ohnutou špicí, jejíž vznik bývá spojován se starověkou Frýgií (odtud název). Byla vyráběna z rozličných látek – plátna, vlny nebo kůže. Za Francouzské revoluce se stala symbolem svobody a nezávislosti. V současnosti je tento tvar čapky znám spíše v souvislosti s animovanými postavičkami Šmoulů.

## Historie

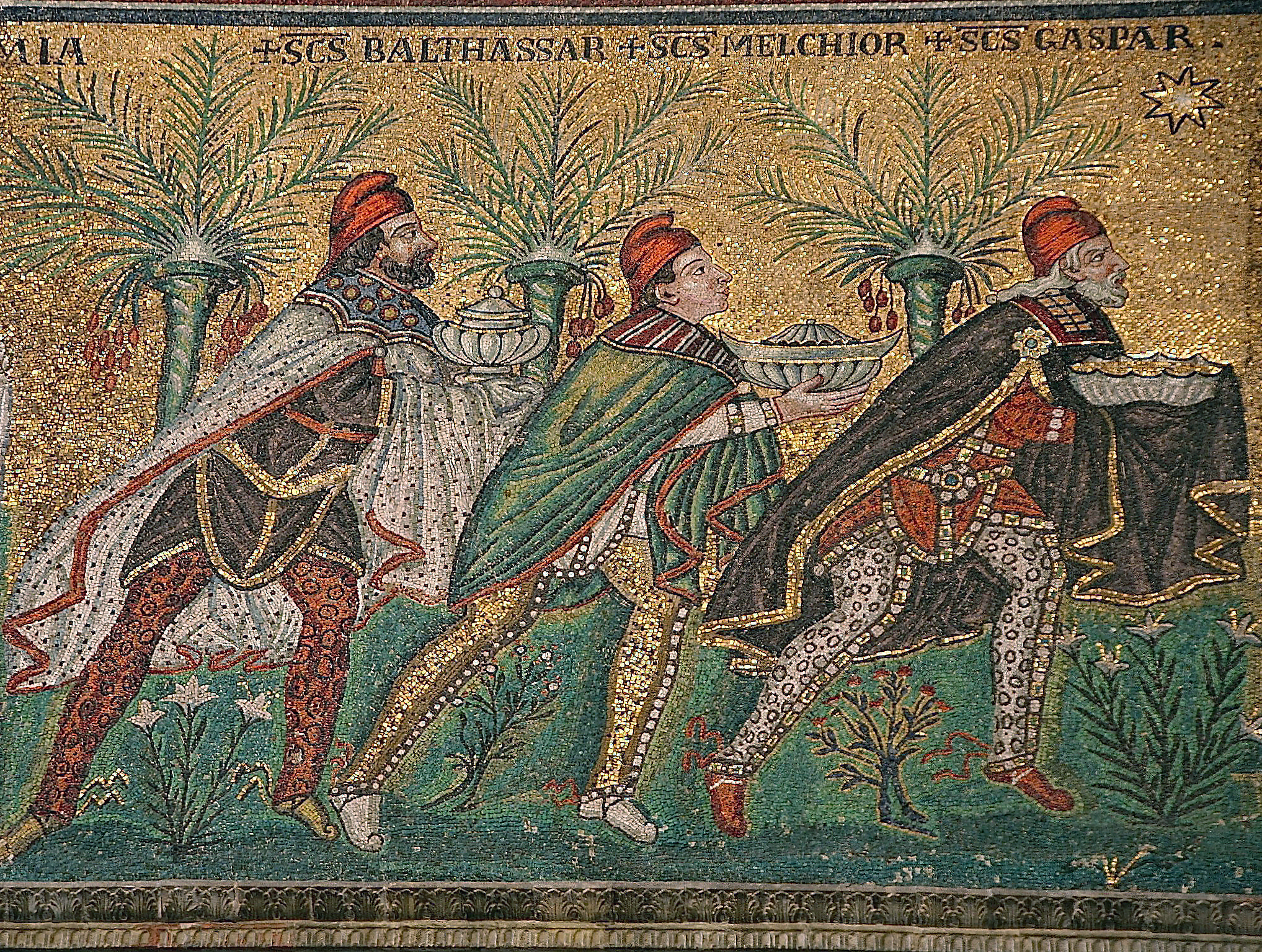
Mudrci z Východu (tzv. Tři králové) s čapkami – detail byzantské fresky, Ravenna, Itálie.

Čapka nejspíše vznikla ve Frýgii a nosily ji i další maloasijské národy. Později byla charakteristická pro Íránce a Thráky. Perský hrdina Mithras je zobrazován s frygickou čapkou. Staří Řekové považovali tuto pokrývku hlavy za typické oblečení barbarů a proto na vázách, nástěnných malbách nebo mozaikách nosí frygickou čapku převážně Peršané. Makedonci přijali čapku a podobně tvarovanou přilbu od Thráků. Také bibličtí Tři králové byli v raných dobách zobrazováni s touto pokrývkou na hlavě.
V raném středověku v západní Evropě se čapka znovu ojediněle objevuje v anglosaských rukopisech 10. a 11. století na vyobrazeních válečníků s frygickými čapkami nebo helmami. Ve vrcholném středověku byla součástí oděvu neapolských námořníků. Vyvinula se z ní Corno Ducale, pokrývka hlavy benátského dóžete.

## Čapka v moderní době

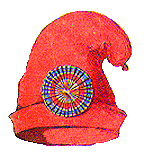
Jakobínská čapka s kokardou

Během Francouzské revoluce nosili frygickou čapku jakobíni či sansculoti jako výraz příslušnosti ke svému politickému přesvědčení. Ztotožnili si ji totiž s římskou čapkou (pileus) dávanou propouštěným otrokům. Tím se čepice stala postupně symbolem demokratických a republikánských svobod nejen ve Francii, ale i jinde v Evropě. U odpůrců revoluce zase představovala znak jakobínské hrůzovlády. S čapkou na hlavě bývá zobrazována rovněž Marianne, jeden ze symbolů Francouzské republiky.
Čapka se jako symbol svobody dostala i do znaků některých amerických států, z nichž mnohé získaly nezávislost v důsledku Francouzské revoluce a Napoleonova tažení. Objevuje se proto ve státním znaku Argentiny, Bolívie, Kolumbie, Kuby, Nikaraguy, Salvadoru i ve znaku amerického státu Západní Virginie. Frygická čapka se rovněž nalézá na vlajkách Salvadoru, Haiti, Nikaraguy a na zadní straně vlajky Paraguae. Je součástí vlajek států USA New York a New Jersey, stejně jako vlajky brazilského státu Santa Catarina. Kromě toho byla čapka součástí bývalého znaku Dominikánské republiky (1844–1865) a bývalé vlajky Argentiny (1836–1849).
Postava frygické čapky byla zvolena jako maskot olympiády v Paříži v roce 2024. Existuje ve verzi animované postavy i živého maskota.